# Okayautos

Okayautos es una compañía de alquiler de coches con sede en España que fue fundada en 1999 principalmente para atender el mercado español e italiano. En sus principios cubría con sus más de 200 agencias, propias y de afiliados, toda la geografía ibérica.
Con el pasar del tiempo expande sus operaciones a casi todos los países europeos y hoy en día con su buscador se puede reservar prácticamente en todo el mundo con confirmación inmediata.
Según datos de la misma compañía, el año pasado ha atendido a más de 250.000 reservas de alquiler de coches. Su principal mercado final sigue siendo es el español y atiende a clientes de más de 25 países diferentes. Trabaja solo a través de su web y opera junto a varios operadores punteros del sector como Avis, Budget, Dollar, Enterprise, Europcar, Hertz o Sixt. 